# Gora Kirkity-Dag
Gora Kirkity-Dag är ett berg i Armenien. Det ligger i den centrala delen av landet, 80 kilometer nordost om huvudstaden Jerevan. Toppen på Gora Kirkity-Dag är 2 752 meter över havet.
Terrängen runt Gora Kirkity-Dag är huvudsakligen kuperad. Runt Gora Kirkity-Dag är det ganska tätbefolkat, med 72 invånare per kvadratkilometer.. Närmaste större samhälle är Tjambarak, 9,2 kilometer öster om Gora Kirkity-Dag. 
Trakten runt Gora Kirkity-Dag består till största delen av jordbruksmark.